# Ностальгия (телеканал)
«Ностальгия» (стилизованное написание — «NOСТАLЬГИЯ») — общероссийский круглосуточный развлекательно-публицистический спутниковый телеканал в ностальгической тематике .Телеканал позиционирует архивным телеканалом.

В эфире канала — архивные телепрограммы с 1960 год по 1990-е годы, многочисленные программы собственного производства. Первоначально канал имел ограничение по показу программ сугубо до 1991 года, ближе к 2007-2008 году в эфире начали показываться архивные передачи, снятые до середины 1990-х годов, а в середине 2010-х годов — ещё и передачи, снятые до середины 2000-х годов. В конце 2010-х годов у телеканала поменялась концепция вещания, которая остаётся неизменной и поныне — на телеканале стали демонстрироваться как советские фильмы, так и старые фильмы зарубежных и социалистических стран.

Логотип телеканала Ностальгия на телепередаче Кинопанорама.

## История
Телеканал был основан телепродюсером Владимиром Ананичем в сотрудничестве с главным редактором Михаилом Жуковым и вышел в эфир 4 ноября 2004 года.

## Телепередачи и концерты

### Архивные
- Акулы пера
- Блеф-клуб (выпуски середины 1990-х годов)
- Весёлые ребята
- Вираж[5]
- Вокруг смеха
- Время (демонстрировались некоторые выпуски 1980-х годов)
- Детский час (демонстрировались выпуски начала 1990-х годов)
- До 16 и старше... (демонстрировались выпуски 1980-х годов)
- Ералаш
- Звёздный час
- Земля — Воздух (демонстрировались выпуски, выходившие на ТВС с 2002 по 2003 год)
- Зов джунглей
- Кинопанорама
- Марафон-15
- Песня года
- Поле чудес (1990—1992)
- Радио Труба
- Ритмическая гимнастика (демонстрировались выпуски 1980-х годов)
- Сиди и смотри
- Спокойной ночи, малыши! (демонстрировались выпуски 1980-х годов)
- Тема
- Утренняя почта
- Час пик
- Человек и закон
- Я сама

### Собственного производства
- «Рождённые в СССР» — интерактивная программа в прямом эфире. Встречи с известными людьми, звёздами экрана и сцены, политиками, спортсменами, музыкантами, корифеями советского телевидения (позже — начала 90-х). Ведущий — Владимир Глазунов. Прямой эфир с понедельника по четверг в 22:00 по московскому времени. В выходные дни выходит дайджест предыдущих выпусков.
- «До и после…» с Владимиром Молчановым. Еженедельная публицистическая программа. Владимир Молчанов и его гости вспоминают — год за годом — подробности событий и явлений нашей жизни. Премьерный показ по субботам после 18:00 по московскому времени.
- «Прошедшее ВРЕМЯ» — ежедневная информационная программа, собранная из архивных кино- и видеоматериалов по образцу известной программы «Время» советских времён. Этот день в исторической перспективе: история последних тридцати лет существования Советского Союза. Сейчас выпуски программы «Время» советского периода транслируются в полном объёме.
- «Было ВРЕМЯ» — еженедельная информационно-аналитическая программа. Подробное обсуждение важнейших событий и явлений 60-х — 90-х годов прошлого века с участием очевидцев и посвящённых. Особенность программы — свой ведущий у каждого из 52-х выпусков, по числу недель в году. Леонид Якубович, Александр Политковский, Леонид Млечин, Сергей Доренко, Кирилл Набутов, Александр Гурнов, Юрий Николаев, Дмитрий Дибров — вот далеко не полный список звёзд экрана, побывавших в этой программе в качестве ведущих. Программа «Было ВРЕМЯ» была удостоена Национальной премии в области кабельного, спутникового и интернет-телевидения «Золотой луч» Архивная копия от 3 декабря 2010 на Wayback Machine в номинации «Лучшая тематическая программа».
- «Колба ВРЕМЕНИ». Иронические воспоминания о лучшем из того, что было в прошлой жизни — в прямом эфире по пятницам, в 22:00. Ведущие цикла: Александр Лаэртский, с июня 2011 года — Дмитрий Быков. Некоторые выпуски ведут Алексей Весёлкин, Сергей Минаев и Владимир Мукусев.
- «Еловая субмарина» с Александром Липницким. Полная история русского рока — глазами очевидца. Александр Липницкий — бывший бас-гитарист московской группы «Звуки Му». На его даче на Николиной горе в 80-е собирались все будущие легенды русского рока: Борис Гребенщиков, Виктор Цой, Майк Науменко, Александр Башлачёв. В последнее время в рамках «Еловой субмарины» производятся полнометражные документальные фильмы, например: трёхсерийный «Мы никогда не станем старше» о группе «Аквариум», трёхсерийный «Дети минут» о группе «Кино» и др. Выходит в эфир нерегулярно.
- No CommentS. Межпрограммная рубрика, пародирующая аналогичные рубрики современных информационных каналов. Короткие фрагменты подлинной кино- и видеохроники советских времён без комментариев.
- «100 дней». Документальный цикл, состоящий из 100 роликов, приуроченных к годовщине развала СССР. Каждый из ста сюжетов — музейный экспонат, обладающий архивной ценностью. Зрители имеют возможность увидеть редкие видеоматериалы и заново переосмыслить путь, который прошёл СССР, двигаясь к своему концу. Озвучивал проект диктор Центрального телевидения Евгений Кочергин.
- «Битломания» с Дмитрием Дибровым. Программа в прямом эфире для поклонников и любителей музыки группы «Битлз». В программе принимают участие известные музыканты и битломаны.
- «СевАлогия» — публицистическая программа Севы Новгородцева, известного ведущего радио «Би-би-си»
- «Споёмте, друзья!» Программа Татьяны Визбор — дочери Юрия Визбора — встречи с людьми, создававшими уникальный жанр авторской песни. Это воспоминания о времени, когда их слушали, затаив дыхание, и картина современного состояния жанра.
- «Музыкальная ностальгия». Отечественные и зарубежные хиты 60-х — 90-х в режиме нон-стоп.
- «По страницам программ „Бит-Клуб“ и „Музыкальный магазин“». Музыкальный нон-стоп из архивных записей популярных программ телевидения ФРГ.
- «Мелодии и ритмы, рождённые в СССР». Музыкальные дайджесты живых выступлений звёзд отечественной музыки в студии канала «Ностальгия».
- «Фотоальбом». Одна из самых рейтинговых передач аффилированного канала «Кто есть кто»[6]:

«Герой этой программы рассказывает свою биографию с помощью собственного архива фотоснимков. История знаменитости иллюстрируется уникальным материалом, который ранее не был опубликован. В программе принимали участие такие знаменитости как переводчик советских руководителей Виктор Суходрев, журналист и медиаменеджер Евгений Додолев, главный редактор газеты „Московский комсомолец“ Павел Гусев, вдова прославленного советского маршала Екатерина Катукова, трёхкратный Олимпийский чемпион и депутат Государственной Думы Александр Карелин, ветеран спецслужб и писатель Михаил Любимов; политик Ирина Хакамада, и другие выдающиеся личности нашего времени»

## Награды и премии
- 2009 — финалист премии ТЭФИ (программа «„До и после…“ с Владимиром Молчановым»).
- 2009 — победитель национальной премии в области спутникового, кабельного и интернет-телевидения «Золотой луч» в номинации «Развлекательный канал».
- 2009 — финалист Европейской премии в области спутникового телевещания HotBird TV Awards в номинации «Культура/образование».
- 2009 — победитель национальной премии в области спутникового, кабельного и интернет-телевидения «Золотой луч» в номинации «Тематическая программа» с программой «Было ВРЕМЯ».
- 2010 — победитель Европейской премии в области спутникового телевещания HotBird TV Awards в номинации «Культура/образование».
- 2011 — победитель национальной премии в области спутникового, кабельного и интернет-телевидения «Золотой луч» в номинации «Лучший ведущий» (Владимир Молчанов, программа «До и после…»). Специальный приз «За личный вклад в развитие неэфирного телевидения России» вручен Владимиру Ананичу, генеральному продюсеру телеканала.

## Вещание
Телеканал транслируется в кабельных сетях России, стран СНГ и Балтии, Западной Европы, Израиля и США.
На территории Российской Федерации в кабельных сетях транслируется компаниями «НТВ-Плюс» и «Телекарта».

### IP TV
Вещание канала предоставляется следующими операторами связи:
- АКАДО;
- «Инетком»;
- МГТС;
- «Ростелеком».

Логотип телеканала не менялся с 2004 года и представляет собой надпись «Ностальгия» на белом или прозрачном фоне, в которой буквы «Н» и «Л» выполнены латиницей («N» и «L» соответственно), а буквы «С» и «Т» скрещены наподобие серпа и молота — символа из государственного герба СССР. В некоторых заставках телеканала использовался вариант логотипа, в котором буквы «С» и «Т» были явно прорисованы как серп и молот.